# France Leccese
France Leccese (Italia, 24 de abril de 1925-23 de junio de 1992) fue un atleta italiano especializado en la prueba de 100 m, en la que consiguió ser subcampeón europeo en 1950.

## Carrera deportiva
En el Campeonato Europeo de Atletismo de 1950 ganó la medalla de plata en los 100 metros lisos, llegando a meta en un tiempo de 10.7 segundos, tras el francés Étienne Bally (oro también con 10.7 s) y por delante del soviético Vladimir Sukharev (bronce también con 10.7 s).